# Lyckolandet
Lyckolandet norska: Lykkeland är en norsk dramaserie från 2018 som utspelar sig kring sökandet efter och upptäckten av olja i Nordsjön 1969. Serien hade premiär 8 oktober 2018 i NRK och visades sommaren 2019 på SVT i Sverige.
Serien följer hur fyra personer och deras familjer påverkas när Stavanger går från att vara ett pietistiskt lokalsamhälle präglat av fiske, sjöfart och jordbruk till att bli ett centrum för Norges oljeindustri.
Seriens manus är skrivet av Mette Marit Bølstad.
Säsong två hade premiär i NRK den 2 januari 2022 och två veckor senare, den 16 januari, i SVT.
Säsong tre hade premiär i NRK den 29 oktober 2024 och visas på SVT våren 2025.

## Rollista (i urval)
- Anne Regine Ellingsæter - Anna Hellevik
- Amund Harboe - Christian Nyman
- Paal Herman Ims - Christian Nyman
- Bart Edwards - Jonathan Kay
- Malene Wadel - Toril Torstensen
- Pia Tjelta - Ingrid Nyman
- Adam Fergus - Ed Young
- Laila Goody - Randi Torstensen
- Peter Førde - Per Arne Bjørklund